# Israel i olympiska sommarspelen 1964
Israel deltog i de olympiska sommarspelen 1964 med en trupp bestående av 10 deltagare. Ingen av landets deltagare erövrade någon medalj.